# 梁子琦
梁子琦（1527年—1596年），字汝珍，號石渠，直隸鳳陽府壽州人，民籍，明朝政治人物。

## 生平
嘉靖三十七年（1558年）戊午科應天府鄉試第九十六名舉人。嘉靖四十四年（1565年）中式乙丑科會試第三百三十八名，三甲第二百六十九名進士。刑部观政，隆慶元年（1567年）四月授諸暨縣知縣，四年三月行取，八月升户部主事，万历元年（1573年）五月选通政司右参议，四年八月升本司左参议，五年闰八月給假。九年九月復補原官，十一年十月官至通政司右通政，十一月降本司右参议，致仕，卒年七十。

## 家族
曾祖梁得；祖父梁鎧；父梁檊，衛經歷、累贈通政司參議。前母潘氏，贈安人；楊氏，累封宜人。兄子槊、子璧（庠生）、子琢、子瑷、子璋、子瑜、子璠、子璘、子瑰、子瑛。